# 蒂斯河畔斯托克頓
蒂斯河畔斯托克頓（英語：Stockton-on-Tees）是英格蘭北部達勒姆郡斯托克頓區的一個集鎮，也是這個區最大的人口聚集地。位於蒂斯河以北，而斯托克頓一詞則來自古英語，意思是田地。當地在2011年人口統計時有191,000人。

## 地方政府
- 警察: 克利夫蘭警察廳[]
- 消防: 克利夫蘭消防廳 （页面存档备份，存于）
- 救護: 東北救援部隊
- 附近車站: 英國國鐵 斯托克頓站 Stockton Station
- 附近國立大學: 杜倫大學 Durham University
- 附近國際機場: 蒂斯河谷國際機場 Teesside International Airport
- 附近景點: 國立鐵路博物館

## 友好城市
- 法國 塞纳河畔阿涅尔

## 外部連結
- Stockton-on-Tees Borough Council （页面存档备份，存于）
- 中的“蒂斯河畔斯托克頓”
- Stockton-on-Tees in the development of the north-eastern coast
- Historical data for Stockton-on-Tees （页面存档备份，存于）
- BBC Tees （页面存档备份，存于） – the latest local news, sport, entertainment, features, faith, travel and weather.